# Open Handset Alliance
Open Handset Alliance je uskupení výrobců mobilních telefonů, telekomunikačních operátorů a technologických firem, které stojí za vývojem operačního systému Android pro chytré mobilní telefony.